# Tom Butler
Thomas Butler, detto Tom (Ottawa, 1º febbraio 1951), è un attore canadese, noto principalmente per aver interpretato il Comandante Walters, il leader e fondatore della Guardian Units of Nations (G.U.N.), nella serie cinematografica live-action di Sonic the Hedgehog.

## Filmografia parziale

### Cinema
- Scanners 2 - Il nuovo ordine (Scanners II: The New Order), regia di Christian Duguay (1991)
- Maternal Instincts, regia di George Kaczender (1996)
- Josie and the Pussycats, regia di Harry Elfont e Deborah Kaplan (2001)
- Freddy vs. Jason, regia di Ronny Yu (2003)
- La parola all'accusa (I Accuse), regia di John Ketcham (2003)
- Miracle, regia di Gavin O'Connor (2004)
- Snakes on a Plane, regia di David R. Ellis (2006)
- Nome in codice: Cleaner (Code Name: The Cleaner), regia di Les Mayfield (2007)
- That One Night, regia di Rick Alyea (2008)
- A-Team (The A-Team), regia di Joe Carnahan (2010)
- The Dick Knost Show, regia di Bruce Sweeney (2013)
- Tomorrowland - Il mondo di domani (Tommorwland), regia di Brad Bird (2015)
- Sonic - Il film (Sonic the Hedgehog), regia di Jeff Fowler (2020)
- Sonic 2 - Il film (Sonic the Hedgehog 2), regia di Jeff Fowler (2022)
- Sonic 3 - Il film (Sonic the Hedgehog 3), regia di Jeff Fowler (2024)

### Televisione
- Assassinio nello spazio (Murder in Space), regia di Steven Hilliard Stern – film TV (1985)
- Il terzo gemello (The Third Twin), regia di Tom McLoughlin – film TV (1997)
- Trappola in rete (Every Mother's Worst Fear), regia di Bill L. Norton – film TV (1998)
- La mia amica speciale (Life-Size), regia di Mark Rosman – film TV (2000)
- Giochi di potere  (First Target), regia di Armand Mastroianni – film TV (2000)
- The Killing – serie TV, 19 episodi (2011-2012)
- Supernatural – serie TV (2014)
- Animagemella.com  (Anything for Love), regia di Terry Ingram – film TV (2016)
- Chesapeake Shores – serie TV, 8 episodi (2016-2018)
- Loudermilk – serie TV, 5 episodi (2017-2020)
- Virgin River – serie TV, 7 episodi (2022-2024)
- High Potential – serie TV, episodio 1x01 (2024)
- Avvocati di famiglia (Family Law) – serie TV, episodio 4x08 (2025)

## Doppiatori italiani
Nelle versioni in italiano delle opere in cui ha recitato, Tom Butler è stato doppiato da:
- Ambrogio Colombo in Tomorrowland - Il mondo di domani, Sonic - il film, Sonic 2 - il film, Sonic 3 - il film
- Stefano Mondini in Freddy vs. Jason, Snakes on Plane
- Gianni Giuliano in The Secret Circle, Anima gemella.com
- Michele Gammino in Fringe, Virgin River (ep. 4x02)
- Emilio Cappuccio in X-Files (ep. 1x07)
- Luca Biagini in X-Files (ep. 2x16)
- Alessandro Rossi in Stargate SG-1
- Rodolfo Bianchi in Josie and the Pussycats
- Diego Reggente in Smallville
- Dario Penne in Psych
- Gino La Monica in Nome in codice: Cleaner
- Giuliano Santi in Supernatural (ep. 1x11)
- Michele Kalamera in Supernatural (ep. 9x12)
- Enzo Avolio in A-Team
- Paolo Marchese in Cedar Cove
- Cesare Rasini in Primeval: New World
- Fabrizio Temperini in The Flash
- Renato Cortesi in The Killing
- Stefano De Sando ne Le indagini di Hailey Dean
- Guido Sagliocca in The Good Doctor
- Luciano Roffi in Virgin River (st. 5-6)
- Antonio Sanna in High Potential
- Paolo Buglioni in Avvocati di famiglia